# Triantha
Triantha (Nutt.) Baker – rodzaj wieloletnich hemikryptofitów lub geofitów ryzomowych z rodziny kosatkowatych, obejmujący 4 gatunki występujące w Japonii oraz subarktycznej Ameryce Północnej do północnych Stanów Zjednoczonych.

## Morfologia
Rośliny tworzą podziemne kłącze. Pędy naziemne gruczołowate lub gruczołowato-omszone. Liście odziomkowe, równowąskie, oraz do 3 liści właściwych okalających pęd kwiatostanowy. Kwiatostan groniasty, 2-7-kwiatowy, niekiedy zwarty i przypominający kłos. Podkwiatki zrośnięte w kieliszek. Okwiat pojedynczy, 6-listkowy. Pręcików 6, o silnie spłaszczonych nitkach, rozszerzonych u nasady. Główki pręcików osadzone u nasady. Zalążnia górna, naga. Słupkowie u nasady apokarpiczne. Słupki 3. Owocami są torebki, jajowate do szeroko elipsoidalnych lub cylindrycznych, nagie. Liczba chromosomów 2n wynosi 30.

## Systematyka
Przynależność tego rodzaju do rodziny kosatkowatych nie jest jednoznaczna. Angiosperm Phylogeny Website nie wymienia go na liście rodzajów w tej rodzinie, niemniej wskazuje go w charakterystyce tej rodziny. Do tej rodziny klasyfikują rodzaj The Plant List (2016), podobnie The Checklist of Selected Plant Families Kew Gardens. 
USDA GRIN klasyfikuje ten rodzaj do rodziny kosatkowatych, podając jednak informację, że w innych ujęciach bywa on klasyfikowany do innych rodzin: liliowatych, melantkowatych i łomkowatych.
Global Biodiversity Information Facility i The International Plant Names Index zaliczają rodzaj do rodziny liliowatych. 
Gatunki
- Triantha glutinosa (Michx.) Baker
- Triantha japonica (Miq.) Baker
- Triantha occidentalis (S.Watson) R.R.Gates
- Triantha racemosa (Walter) Small